# Người Khương
Người Khương (tiếng Trung: 羌族; bính âm: qiāng zú, Hán-Việt: Khương tộc) là một nhóm sắc tộc tại Trung Quốc. Họ tạo thành một trong số 56 dân tộc tại Trung Quốc, được Cộng hòa Nhân dân Trung Hoa chính thức công nhận, với dân số khoảng 306.000 người (ước tính năm 2002), sinh sống chủ yếu tại miền tây tỉnh Tứ Xuyên, bao gồm miền đông châu tự trị dân tộc Tạng-Khương A Bá, địa cấp thị Miên Dương (các huyện Bắc Xuyên, Bình Vũ). Hiện nay, người Khương chỉ chiếm một tỷ lệ nhỏ của dân cư Trung Quốc, nhưng nói chung người ta tin rằng dân tộc này rất cổ đại, từng có thời đủ mạnh và đông đúc, với lịch sử có thể dò vết ít nhất là từ thời kỳ nhà Thương và các hậu duệ của họ được cho là tạo thành một bộ phận nhất định của người Tạng hiện đại, một bộ phận nhất định của người Hán hiện đại và nhiều sắc tộc thiểu số tại Miền Tây Trung Quốc.

## Lịch sử

### Sơ kỳ
Trong các thư tịch Trung Hoa cổ đại, các cụm từ như người Khương, Tây Khương, rợ Khương thường được sử dụng như là thuật ngữ chung để chỉ các sắc tộc không phải người Hoa Hạ tại miền tây Trung Quốc ngày nay. Các dân tộc này thường xuyên gây chiến với các cư dân trong lưu vực sông Hoàng Hà. Phải cho đến thời Tần Mục công khi nước Tần nổi lên thì sự bành trướng lãnh thổ của người Khương mới bị ngăn chặn có hiệu quả.
Vào thời Tam quốc người Khương cũng đã nổi lên như một thế lực biên cương hùng hậu và gây áp lực cho nhà Hán, họ thường liên kết với các thế lực quân phiệt cát cứ ở phía Tây Bắc để tạo thêm thế lực. Đặc biệt, họ đã từng hưởng ứng và tham chiến trong hàng ngũ thuộc lực lượng quân sự của Mã Siêu trong các trận Đồng Quan và trận Ký Thành để chống lại triều đình.
Một thủ lĩnh của người Khương là Diêu Trường sau này lập ra vương quốc Hậu Tần (384-417) trong thời kỳ Thập lục quốc tại Trung Quốc. Nhưng một điều cần lưu ý là người Khương không phải một dân tộc riêng biệt cho tới khoảng 20-30 năm trước đây. Thuật ngữ "Khương" (羌, chữ Hán gợi ý đó là những người chăn cừu) được sử dụng trong các thư tịch cổ Trung Hoa để nói chung tới các sắc tộc du mục khác nhau sinh sống tại miền tây và không có liên quan trực tiếp gì tới người Khương ngày nay. Chỉ trong vài thập niên gần đây thì các sắc tộc này mới tự nhận chính mình là người Khương.
Cấu trúc của ký tự 羌 cũng phản ánh quan điểm này. Nó bao gồm 2 thành phần: 人 (nhân: người) và 羊 (dương: dê, cừu), gợi ý rằng họ là những người chăn dê, cừu. Trong thời kỳ Đông Hán (25-220) và Ngụy-Tấn (220-420), người Khương sinh sống rộng khắp dọc theo các sườn núi ở miền bắc và đông cao nguyên Thanh Tạng, từ khu vực dãy núi Côn Lôn (崑崙山) trong tỉnh Tân Cương và miền đông Thanh Hải, tới miền nam tỉnh Cam Túc, miền tây tỉnh Tứ Xuyên và miền bắc tỉnh Vân Nam, tạo ra cái gọi là vành đai người Khương, theo thứ tự từ bắc xuống nam là Tham Lang Khương, Bạch Mã Khương, Bạch Cẩu Khương, Bạch Lang Khương, Thanh Y Khương, Mao Ngưu Khương v.v. Thời kỳ này, các thư tịch Trung Hoa cũng có các cố gắng nhằm tách một số sắc tộc ra khỏi khái niệm chung này. Vì thế mà có các tộc người như Hồ, Đê, Di v.v. Tuy nhiên, sự phân biệt không phải luôn rõ ràng. Cũng trong thời kỳ này những cuộc nổi dậy của người Khương dọc theo biên giới với Trung Quốc đã dẫn tới sự xâm nhập quy mô lớn của họ vào lãnh thổ Trung Quốc. Đây cũng là một yếu tố quan trọng trong việc phân rã cuối cùng của triều đại Đông Hán.
Trong thời kỳ từ Nam Bắc triều (420-589), tới nhà Tùy (589-619) và nhà Đường (620-907), một vài thể chế chính trị tương đối lớn đã xuất hiện tại miền tây Trung Quốc, như các liên minh bộ lạc Đãng Xương, Đặng Chí, Đảng Hạng, Thổ Cốc Hồn và Thổ Phồn. Trong sử sách Trung Hoa, phần lớn dân của các chế độ này là người Khương hay chư Khương.
Sự nổi lên của Thổ Phồn trong thế kỷ 7 đặc biệt đáng chú ý. Sự bành trướng nhanh chóng sang hướng đông của vương quốc này đã gây ra một loạt vụ đối đầu với nhà Đường dọc theo sườn đông cao nguyên Thanh Tạng; một vành đai kéo dài từ miền nam Cam Túc về phía nam tới bắc Vân Nam, với dân cư của vành đai này được người Hán gọi là Khương. Từ giữa thế kỷ 7 tới thế kỷ 8, Thổ Phồn xâm chiếm gần như toàn bộ vành đai này và nhiều liên minh bộ lạc của người Khương, như Đảng Hạng, Dương Đồng, Đãng Xương và Đặng Chí trở thành nạn nhân của vương quốc này.
Sau sự sụp đổ của Thổ Phồn trong thế kỷ 9 và ngay cả sau khi nổi lên cũng như sụp đổ của vương quốc Tây Hạ (1038-1227) với cư dân của nó chủ yếu là người Đảng Hạng Khương, thì ảnh hưởng của văn hóa Tạng vẫn còn tồn tại trong vành đai ngoại biên này. Điều này không chỉ do phần lớn khu vực này vẫn còn được các thủ lĩnh địa phương, các hậu duệ của giới quý tộc hay tướng lĩnh Thổ Phồn, kiểm soát và cai trị mà còn do Lạt ma giáo đã trải rộng khắp khu vực ngoại biên này trong thời kỳ nhà Nguyên (1271-1368) và nhà Minh (1368-1644). Kết quả là, từ nhà Tống (960-1279) trở đi, đặc biệt là thời Minh-Thanh, nhãn sắc tộc phổ biến nhất mà người Hán gán cho các cư dân bản địa của khu vực này đã trở thành Phiên (番). Nhãn sắc tộc này được gán cho cư dân của Thổ Phồn trước kia cũng như của các dân tộc "man di mọi rợ" miền tây.
Từ thế kỷ 14 tới thế kỷ 19, trong các trường hợp hiếm hơn thì các thuật ngữ Khương Nhung (rợ Khương), chư Khương (các bộ lạc Khương), và thường xuyên hơn là các thuật ngữ Phiên và Di, vẫn được áp dụng cho một phạm vi rộng các sắc tộc phi Hán ở miền tây theo ý nghĩa chung, nhưng chỉ có người Phiên sống tại thượng nguồn sông Dân và khu vực Bắc Xuyên cận kề mới được ghi chép là Khương, Khương dân. Đáng chú ý là trong thời kỳ này người Hán luôn dùng thuật ngữ Khương dân để chỉ cư dân bản địa đã Hán hóa nhiều hơn từ châu Mậu tới huyện Quán, những người đã đăng ký các quyền công dân với chính quyền của người Hán địa phương, trong khi họ sử dụng các thuật ngữ Phiên, Sinh Phiên và Phiên Khương để chỉ những người ít Hán hóa hơn tại Tùng Phan, Điệp Khê và Hắc Thủy cận kề. Tuy nhiên, trong các sử liệu Minh-Thanh thì Phiên chắc chắn là sự nhận dạng phổ biến nhất đối với các sắc tộc sống tại thượng nguồn sông Dân và khu vực Bắc Xuyên.

### Gần đây
Hiện tại, người Khương tự nhận chính mình là Khương tộc (羌族) hay Nhĩ Mã (尔玛). Có khoảng 306.000 người Khương sinh sống tại miền tây Tứ Xuyên, chủ yếu trong 4 huyện Mậu, Vấn Xuyên, Lý và Hắc Thủy của châu tự trị dân tộc Tạng-Khương A Bá cũng như 2 huyện Bắc Xuyên và Bình Vũ của địa cấp thị Miên Dương. Ngày 12 tháng 5 năm 2008, khu vực sinh sống của người Khương hứng chịu ảnh hưởng nặng nề của trận động đất lớn, với chấn tâm trong huyện Vấn Xuyên.
Người Khương ngày nay là các cư dân miền núi. Một làng phòng thủ hay trại (寨), bao gồm 30 tới 100 hộ gia đình nói chung là đơn vị xã hội cơ bản phía trên hộ gia đình. Trung bình từ 2 tới 5 làng phòng thủ nằm trong một thung lũng nhỏ dọc theo các con suối chân núi, gọi là câu (溝), tạo ra một cụm làng (hay thôn, 村). Các cư dân của các làng phòng thủ hay cụm làng có quan hệ gần gũi trong đời sống xã hội. Trong các thung lũng nhỏ này, người dân gieo trồng trên các mảnh ruộng bồi tích hẹp dọc theo các con suối hay các địa hình miền núi, săn bắt động vật hoặc thu nhặt nấm ăn và các loại thảo vật (làm thức ăn hay thuốc trị bệnh) trong các cánh rừng cận kề, chăn thả bò Tây Tạng và ngựa trên các bãi cỏ đỉnh núi, đồi. Trong quá khứ, tranh giành bạo lực giữa các làng cũng hay xảy ra.
Từ quan điểm của ngôn ngữ học, mọi người Khương hiện đại đều nói một trong hai thứ tiếng của ngữ chi Khương, các thứ tiếng của ngữ tộc Tạng-Miến trong ngữ hệ Hán-Tạng. Tuy nhiên, các phương ngữ này là quá khác biệt đến mức giao tiếp giữa các nhóm Khương khác nhau thường sử dụng tiếng Trung làm ngôn ngữ giao tiếp trung gian. Do không có chữ viết riêng nên người Khương cũng sử dụng chữ Hán trong các giao dịch. Bắt đầu từ thập niên 1980, những người Khương có học thức đã bắt đầu xây dựng hệ thống chữ viết riêng (sử dụng bảng chữ cái Latinh) và soạn từ điển tiếng Khương, dựa trên phương ngữ Khúc Cốc (曲谷) chuẩn hóa. Từ năm 1994, có thêm nhiều giáo viên biết tiếng Khương và hệ thống chữ viết này đã được gửi tới các vùng làng quê để giảng dạy.

## Tập quán
Xã hội Khương theo chế độ mẫu hệ thông thường chủ yếu có quan hệ một vợ-một chồng, mặc dù tập quan đa phu và các cuộc hôn nhân anh em con bác-con cô hay con bá-con cậu cũng được chấp nhận. Do phần lớn những người phụ nữ già hơn chồng của họ và điều phối các công việc nhà nông nên họ thường cũng đóng vai trò chủ gia đình và xã hội.
Tình yêu lãng mạn được coi là quan trọng và tự do tình dục thì thịnh hành. Người Khương coi hôn nhân là quan trọng. Trong quá khứ, các cuộc hôn nhân do cha mẹ sắp xếp tổ chức, với sự chấp thuận của những người sẽ trở thành vợ chồng này. Điều bất thường là các cô dâu sống tại nhà cha mẹ họ trong một năm hay hơn thế sau lễ cưới. Trong quá khứ, con cái thường ra ở riêng sau lễ cưới, ngoại trừ người con trai cả. Tuy nhiên, thói quen này đã dần dần bị loại bỏ từ năm 1949, khi Trung Quốc trở thành một nước theo con đường xã hội chủ nghĩa.
Người Khương cũng có hệ thống cấm kỵ cứng nhắc liên quan tới sinh và tử. Trước khi sinh đứa trẻ, người phụ nữ mang thai không được ra bờ sông hay bờ giếng, không được tới các lễ cưới hay đứng trong tháp canh.
Khi sinh, một pháp sư gọi là Đoan công (端公) được mời đến để giúp đỡ bà mẹ sinh con, và những người lạ mặt không được phép than khóc hay bước chân vào nhà. Điều này được ngăn ngừa bằng cách treo một chiếc néo đập lúa lên trên cổng trong một tuần nếu đứa trẻ sinh ra là con trai và một cái thúng tre nếu đứa trẻ sinh ra là con gái.
Trong vòng một tháng sau khi sinh con, sản phụ không được vào bếp. Nếu làm trái đi thì bị coi là hành động tội lỗi đối với các vị thần bếp và nhà. Sản phụ này cũng không được ra khỏi nhà và gặp bất kỳ người lạ nào trong vòng 40 ngày sau khi sinh con. Người ta tin rằng các rủi ro ma quỷ hay bệnh tật sẽ theo về nhà và làm hại người mẹ. Một lễ cúng tế gia súc được thực hiện tại bàn thờ gia đình, nơi đứa trẻ được đặt tên.
Những đứa trẻ chết lưu hay chết non không được người Khương coi là con người. Thay vì thế, những đứa trẻ bất hạnh này bị coi là ma quỷ làm cho người phụ nữ mang thai để gây tai họa cho gia đình. Thi thể chúng được ném vào trong các hốc trong lòng đất và phủ đất lên.

## Văn hóa và lối sống
Do sự đa dạng sắc tộc của mình nên văn hóa Khương có ảnh hưởng tới các nền văn hóa khác và chịu ảnh hưởng từ các nền văn hóa này. Nói chung, những người sống gần người Tạng thì chịu ảnh hưởng của văn hóa Tạng, trong khi phần lớn người Khương chịu ảnh hưởng nhiều hơn từ phía người Hán, với các liên kết chặt chẽ với lịch sử sắc tộc của dân tộc này.
Cả đàn ông và đàn bà đều mặc áo choàng làm từ vải đay, bông hay lụa với áo vét bằng len không tay. Tuân theo các truyền thống lâu đời, tay và chân của họ được bó. Phụ nữ mặc quần áo có dây buộc với cổ áo trang trí, bao gồm các đồ trang trí màu bạc hình quả mận. Giày thêu nhọn mũi, thắt lưng thêu và khuyên tai, vòng cổ, trâm cài đầu và phù hiệu bằng bạc cũng phổ biến.
Kê, đại mạch cao nguyên, khoai tây, lúa mì và kiều mạch là các nguồn lương thực ổn định của người Khương. Việc tiêu dùng rượu vang và hút thuốc làm từ lá lan cũng phổ biến trong số những người Khương.
Người Khương sống trong các ngôi nhà xây cất bằng đá granit và gỗ, nói chung có 2-3 tầng. Tầng một dùng làm nơi nhốt gia súc và gia cầm, trong khi tầng hai làm nơi ngủ nghỉ và tầng ba là nơi lưu giữ thóc lúa. Nếu không có tầng ba thì lương thực được lưu giữ tại tầng một hay tầng hai.
Khéo tay trong việc xây dựng đường sá và cầu cống bằng tre nên người Khương có thể xây dựng chúng trên các vách núi đá và trên các con sông hay suối chảy nhanh. Chỉ sử dụng các cột trụ và các bản bằng gỗ, những cây cầu này có thể kéo dài tới 100 m. Những người Khương khác lại là các thợ nề giỏi việc đào giếng. Những khi mùa màng thất bát, họ thường đi nhiều nơi để đào giếng hay chạm trổ.
Thêu thùa được thực hiện tùy hứng mà không có các mẫu thiết kế. Các bài dân ca liên quan tới các chủ đề như rượu vang và núi đồi luôn được kèm theo là các điệu nhảy và âm nhạc từ các nhạc cụ truyền thống, như trống.

## Tôn giáo, tín ngưỡng
Phần lớn người Khương theo tín ngưỡng đa thần, gọi là Ruism, một tín ngưỡng với niềm tin vào các viên đá trắng, được thờ phụng như là tượng trưng cho thần Mặt Trời sẽ đem lại điều may mắn cho các mặt của cuộc sống thường nhật của người Khương. Những người sống gần người Tạng thì theo Phật giáo Tây Tạng (Lạt ma giáo). Cũng có các nhóm nhỏ theo Hồi giáo và Đạo giáo.
Người Khương thờ phụng 5 vị đại thần, 12 vị tiểu thần, một số vị thần cây, và nhiều viên đá được thờ phụng trong vai trò đại diện cho các vị thần. Một vị thần đặc biệt được thờ phụng tại mỗi làng, được nói tới bằng tên gọi trong các bài thánh ca của các tu sĩ người Khương. Mubyasei hay Abba Chi là vị thần trên trời và được coi là vị thần tối cao. Thuật ngữ này cũng được sử dụng để nói tới vị thần tổ tiên của đàn ông, Abba Sei. Tại một số nơi, Sơn vương, vị thần núi, lại được coi là vị thần tối cao. Người Khương cũng tuân theo nhiều thực tiễn của Đạo giáo.
Đối với một số người Khương, phần lớn viên đá trắng được đặt tại các góc của mái nhà hay trên các tháp chùa, như là biểu tượng may mắn của mặt trời. Tại mỗi làng đều có một tháp chùa bằng đá nằm tại rìa làng trên đỉnh đồi cận kề. Tháp chùa này thường cao trên 2 m và phần trên cùng nhất của nó được dát bằng một vòng tròn các viên đá trắng nhỏ. Các viên đá trắng lớn hơn cũng được đặt trên chóp nhọn.
Các tháp nhỏ đôi khi cũng được xây dựng trên mái nhà, với bình gốm sứ chứa ngũ cốc được đặt trong tháp. Trên đỉnh tháp, một viên đá trắng được đặt cùng sừng bò và cừu. Theo truyền thống, của nhà của người Khương quay mặt về phía nam và tháp nhỏ này được xây ở mặt bắc của mái nhà, thẳng hàng với của nhà. Mỗi buổi sáng, gia đình người Khương sẽ đốt hương trong tháp và khấu đầu trước tháp, cầu nguyện thần đá trắng che chở cho gia đình.
Tuy nhiên, với quá trình hiện đại hóa, việc thờ phụng thần đá trắng gần như không còn phổ biến như trước kia.